# Galyatető
Galyatető országos hírű magaslati üdülőhely a Mátrában, Mátraszentimre egyik településrésze. Magyarország 3. legmagasabb hegycsúcsa, a 964 méter magas Galya-tető déli oldalán alakult ki, melyről nevét is kapta. A település a 2408-as közúton érhető el, melyből a Galyatetői Nagyszállóig tartó 24 115-ös út ágazik el.

## Történelem
Korábbi neve Nagy-Galya. A  „galya” szó jelentése: fátlan, füves hegy.
Délkeleti oldalában 1894-ben nyitott gerendakunyhót épített a Mátra Egylet; ez volt a Samassa menedékház (nevét Samassa József egri érsekről kapta), amely azonban már az első világháború után tönkrement. A Magyar Hegymászók Egyesülete az egri érsekségtől bérelt területen az állam segítségével és adományokból 1921–1924 között új, emeletes kőmenedékházat épített, az Egyetemiek menedékházát, kétteraszos étteremmel, könyvtárral, 100 ágyas férőhellyel. Az épület mellett tartalék fa menedékház, kilátó, és három síugrósánc is állt; ekkor hozták létre az északi oldal sípályáit.

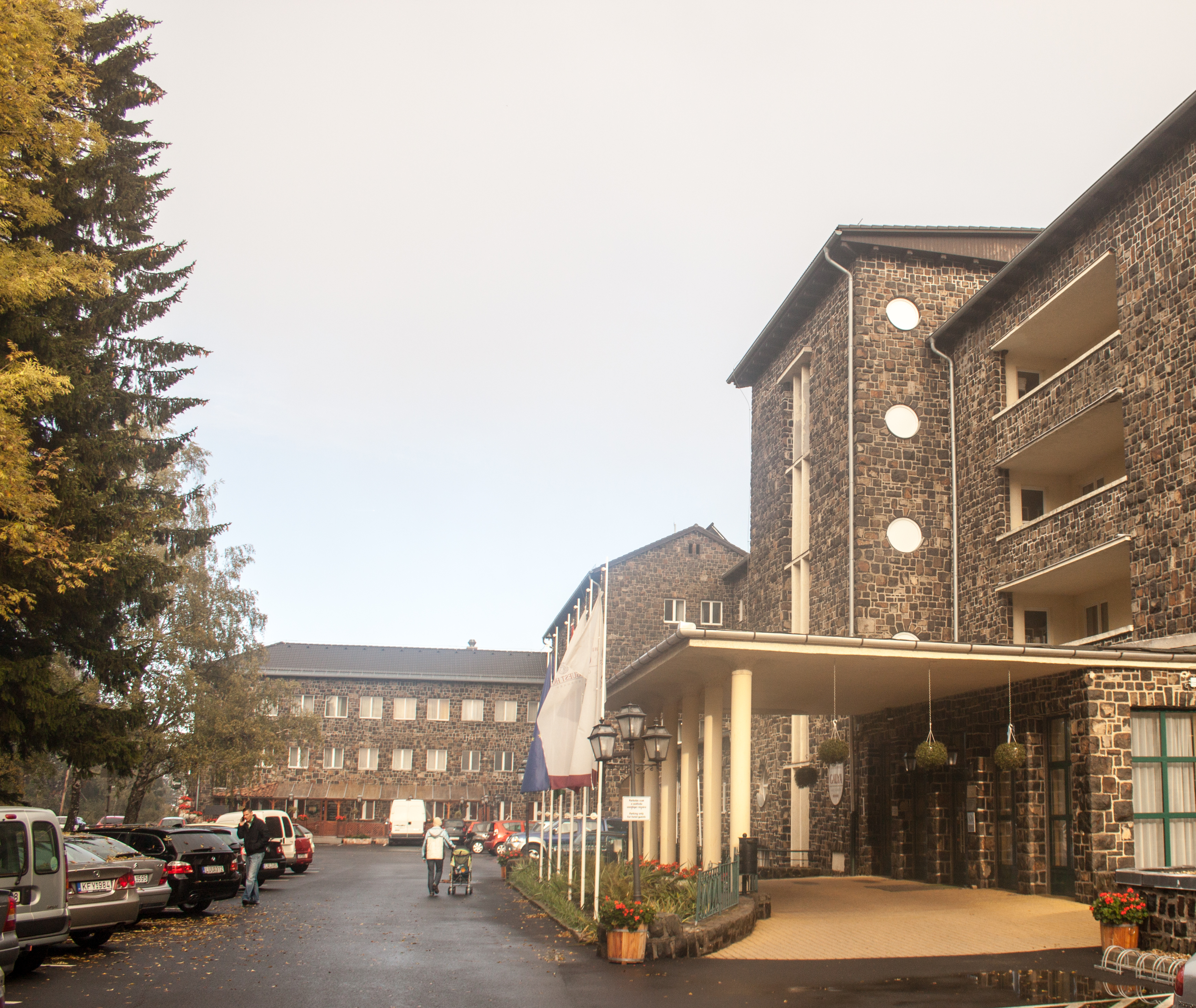
A Galyatetői Nagyszálló

1934-ben a Péter hegyesén megépült az andezit kilátótorony. 1939-ben átadták a Galyatetői Nagyszálló, az akkori idők luxusberuházását; az 1938-ban felépült kisebb épületet – a mai turistacentrumot – az építési technológia kipróbálása végett emelték, majd építési irodaként és munkásszállásként, illetve a hotel kiszolgáló személyzetének szállásaként működött. A galyatetői kistemplom a Nagyszállóval együtt épült, a vendégek lelki igényeinek kiszolgálására; 1942-ben szentelték fel. 1942 tavaszát Galyatetőn töltve született Kodály Zoltán egyik egyházi műve, a Missa brevis, melynek sorai: „Missa brevis, in tempora belli” azaz „Rövid mise háborús időkben”. A templomban ma az a harmónium található, amelyen gyakran játszott Kodály Zoltán is.
A második világháborúban elpusztult a Budapesti Hegymászó Egyesület menedékháza. A Nagyszálló Élmunkás üdülővé, majd 1949 után kizárólag szakszervezeti beutalóval igénybe vehető SZOT-üdülő lett. A személyzeti szálló mögött állt az építésvezető családjának háza, melyben egy ideig iskola is működött. A turistaház helyén megépült a BM üdülő (később BM Andezit Hotel), amely mára az enyészeté lett. Emellett számos kisebb vállalati pihenőház, a déli Málnás-oldal rétjeit és a környező erdőket pedig felparcellázták, de Galyatető kereskedelmi szálláshely nélkül maradt. Az 1980-as évek végén megépült a biatlon-lőtér a hozzá csatlakozó sífutó-pályákkal, melyen később ifjúsági biatlon-világbajnokságot is rendeztek.

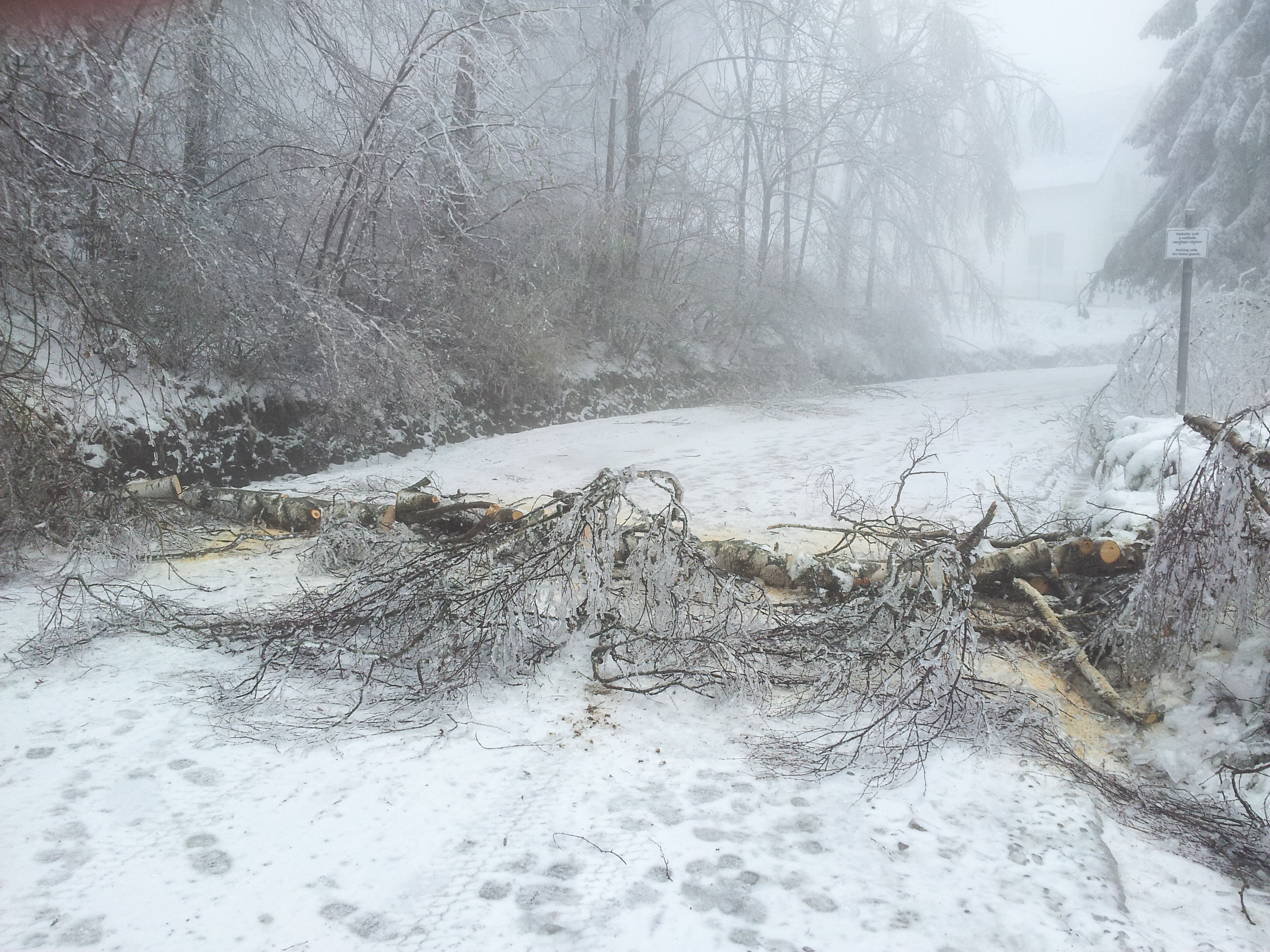
Jég által kidöntött fa 2014 decemberében

Az 1990-es években a szakszervezeti üdülőt a Hunguest Hotels vállalat négycsillagos szállodává alakította át. 2014. június 28-án a galyatetői templom előtt felavatták Kodály Zoltán bronz mellszobrát, Sütő Ferenc pécsi szobrászművész alkotását. A szoboravató fővédnöke Kodály Zoltánné Péczely Sarolta volt. Az év decemberében Galyatetőn is nagy károkat okozott a jeges eső, mivel a fákra rakódott vastag jégréteg súlya letörte az ágakat. Az erdészetek dolgozóinak 2015-ben is sok munkát adott a károk mérséklése. 2015-re a Galya-tető mellékcsúcsán, a Péter hegyesén emelkedő Galya-kilátót az Európai Unió támogatásával felújították, magasították. Újjászületett az egykori személyzeti szálló is: Galyatető turistacentrum néven turistaházat alakítottak ki benne.

## Közlekedés
A 2408-as közútról közelíthető meg. Több környező településsel autóbuszjárat köti össze.

## Turizmus
A településrészen számos, különböző szintű szálláshely működik, többek között a Galyatetői Nagyszálló nevű négycsillagos wellness-szálloda, valamint a Galyatető turistacentrum nevű turistaház (52 ágyas dormitóriummal, 5 darab 2–4 ágyas fürdőszobás szobával, bisztróval, sátorhelyekkel, étteremmel).
Galyatetőt számos turistaút érinti, köztük az Országos Kéktúra 20-as számú szakasza.
További látnivalók:
- A neoromán stílusban épült katolikus templom.
- Az életveszélyessé vált elhagyott síugrósánc a zöld háromszög jelzésen.

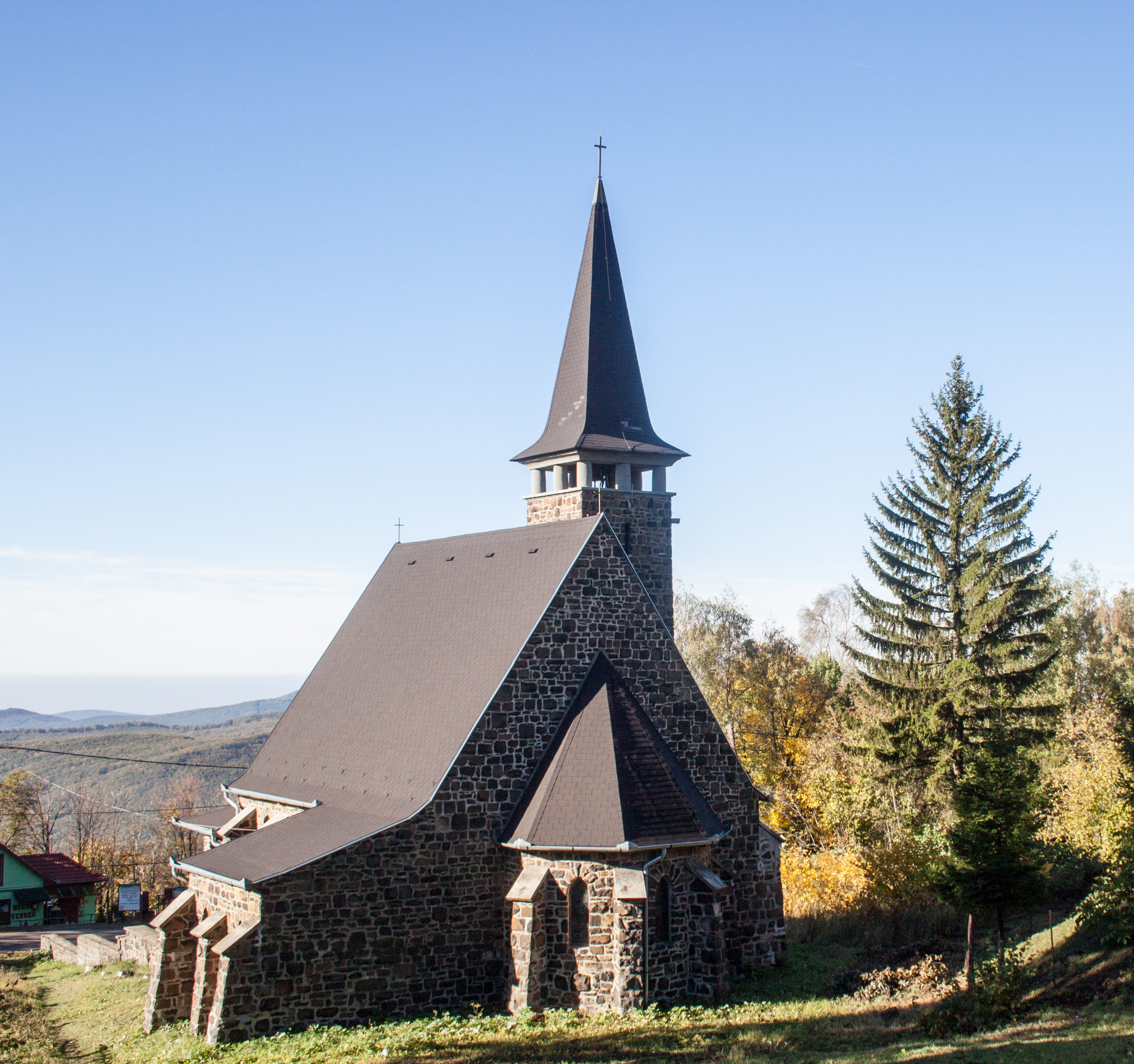
A galyatetői templom hátulról
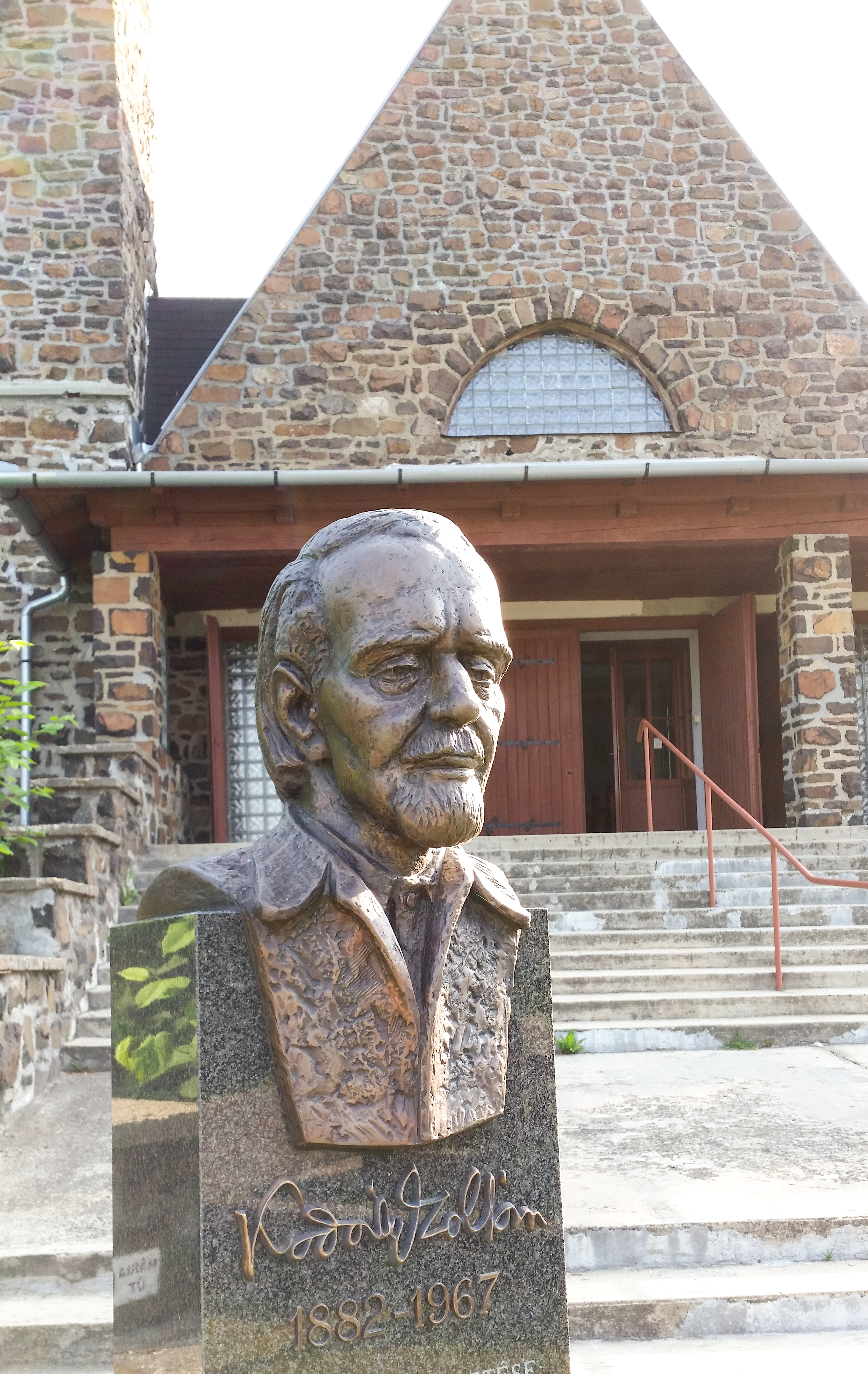
Kodály mellszobra a templom előtt
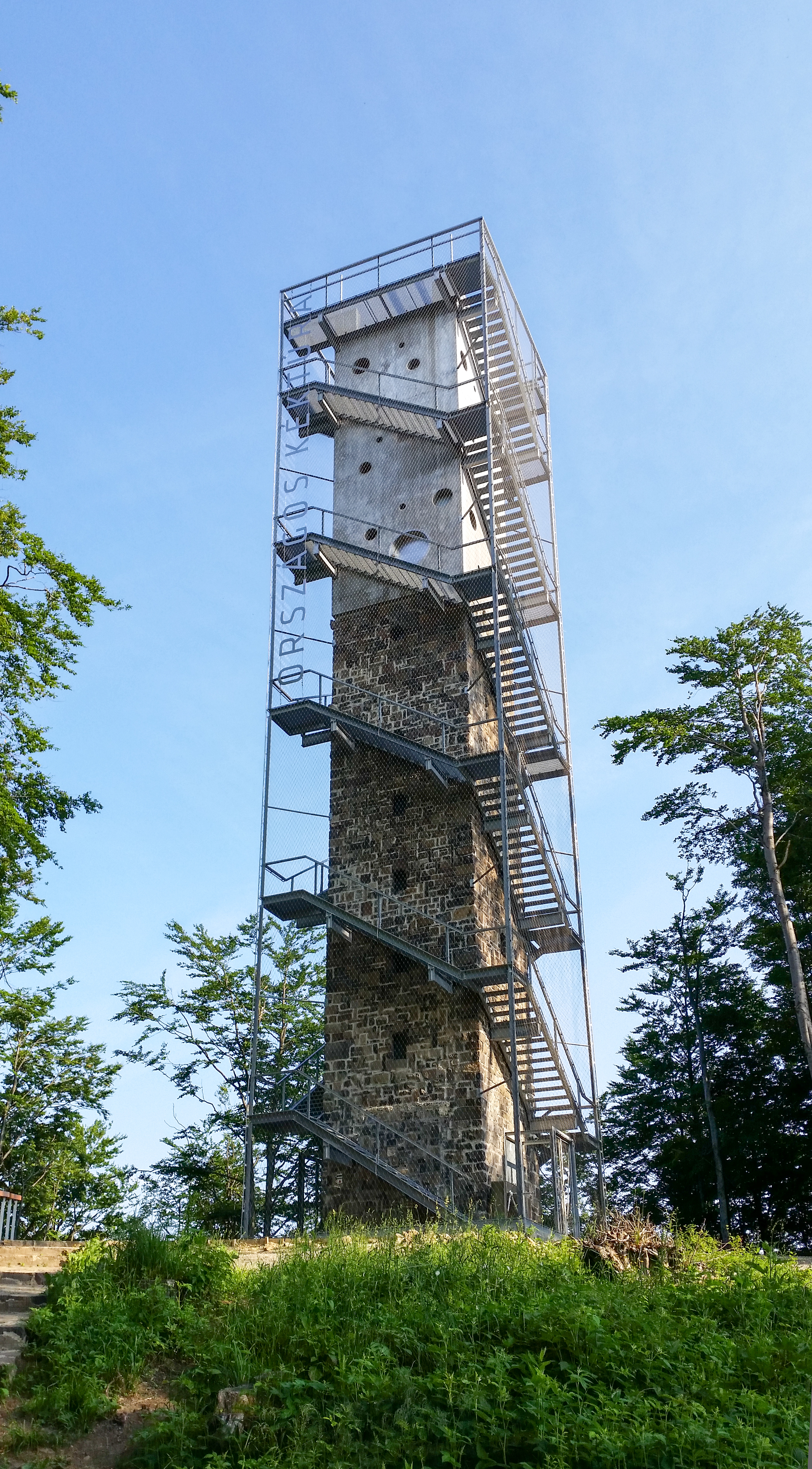
A felújított kilátó
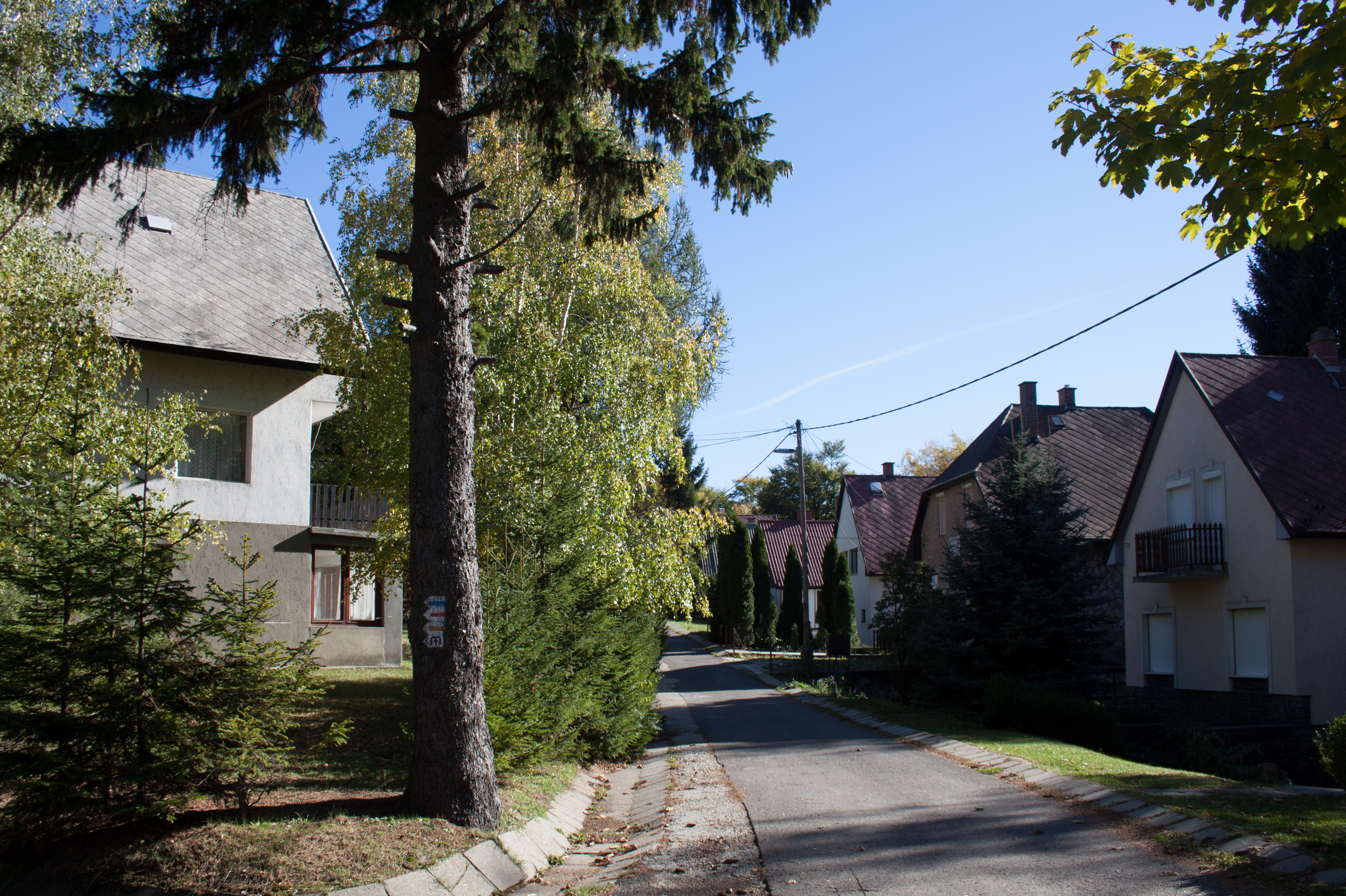
Az üdülőfalu utcája
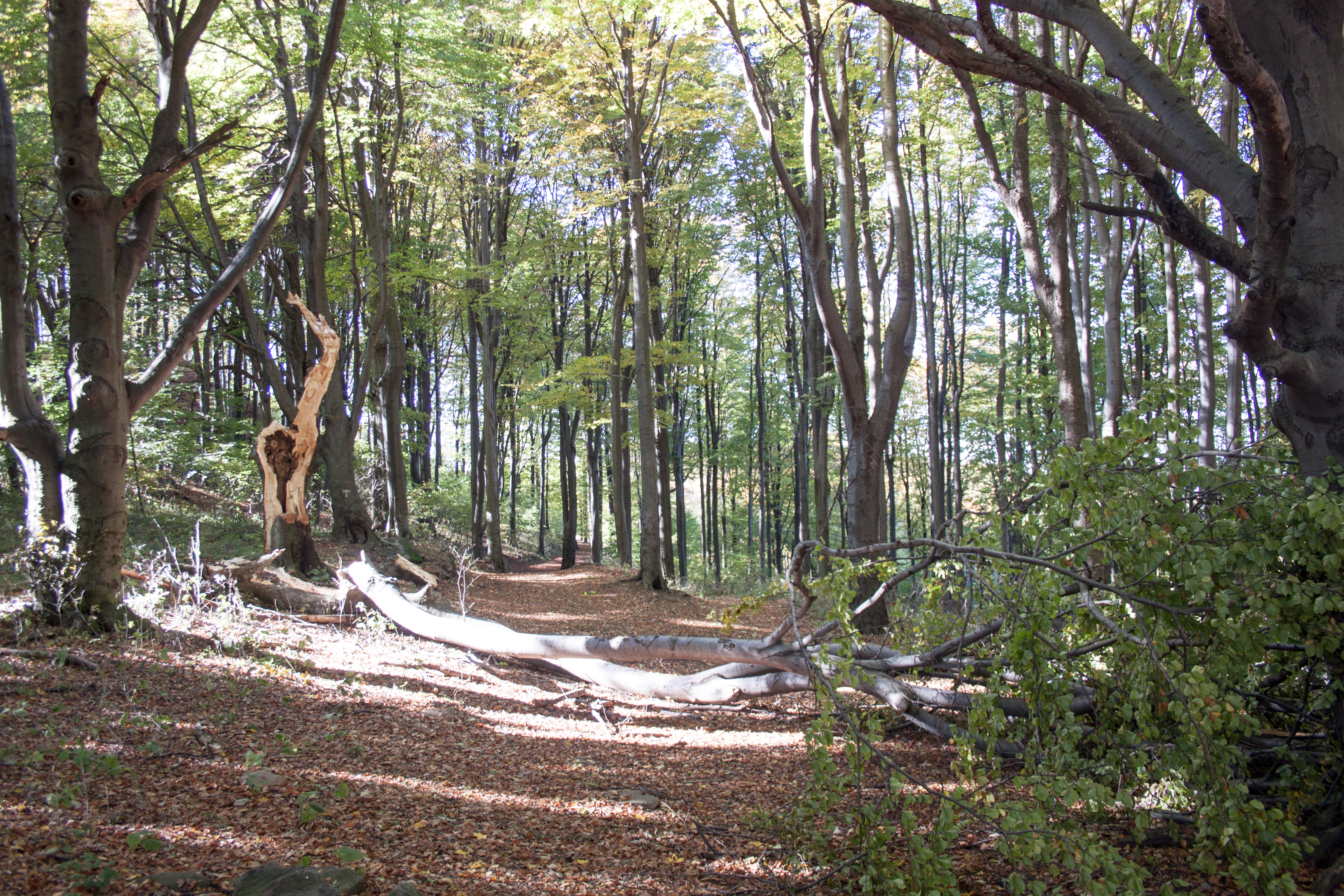
Bükkerdő
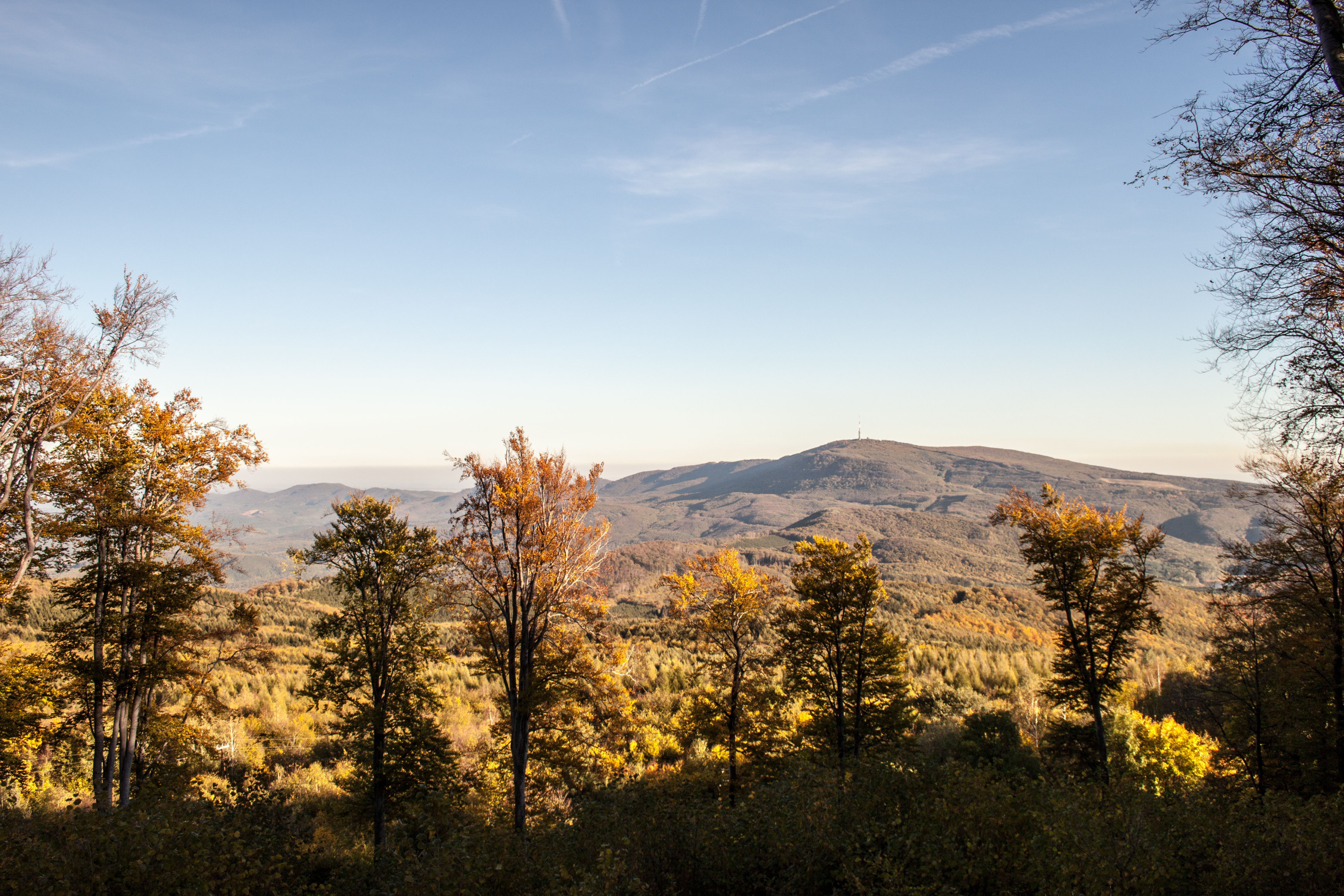
Kilátás a Kékes felé
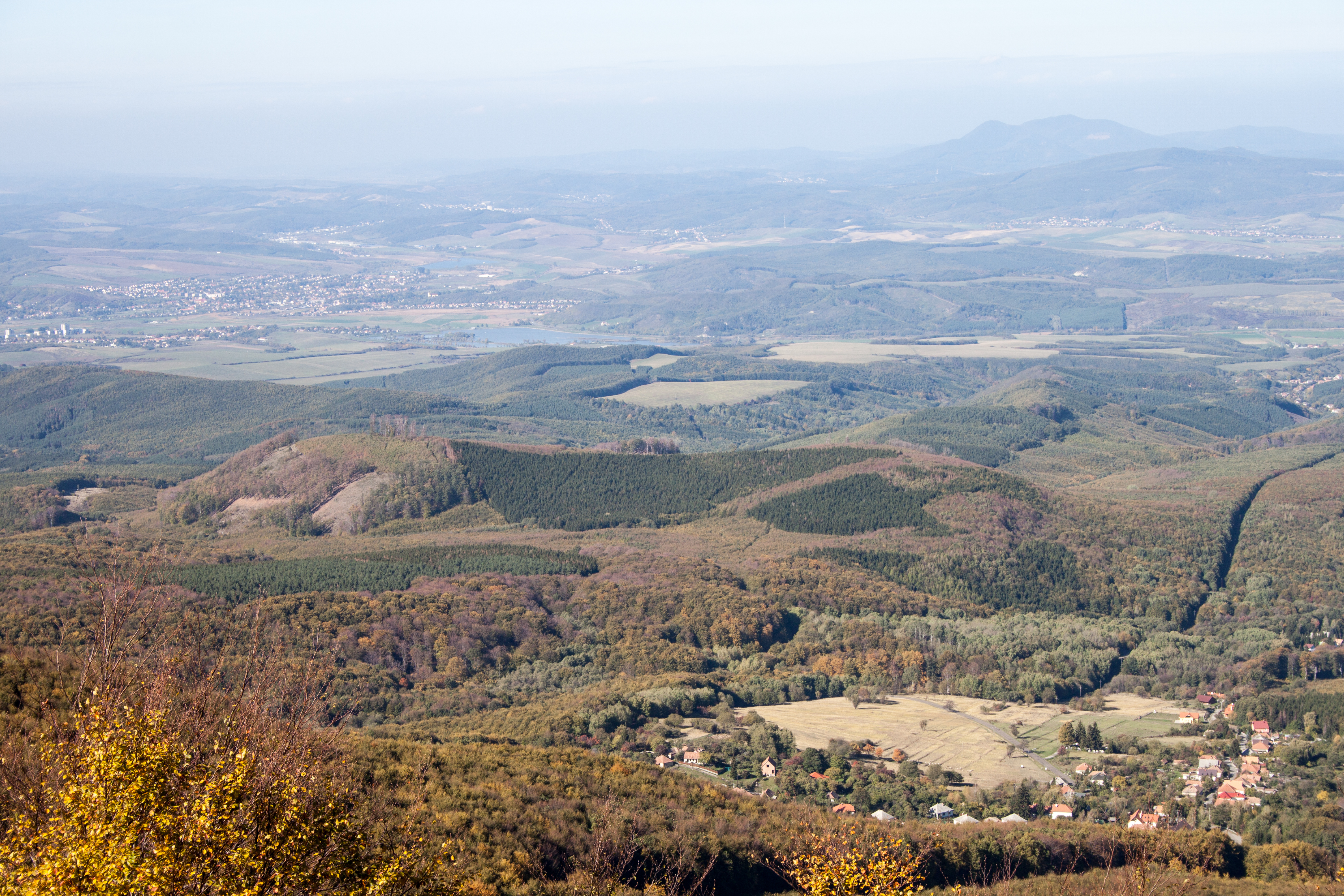
Kilátás az Alföld felé
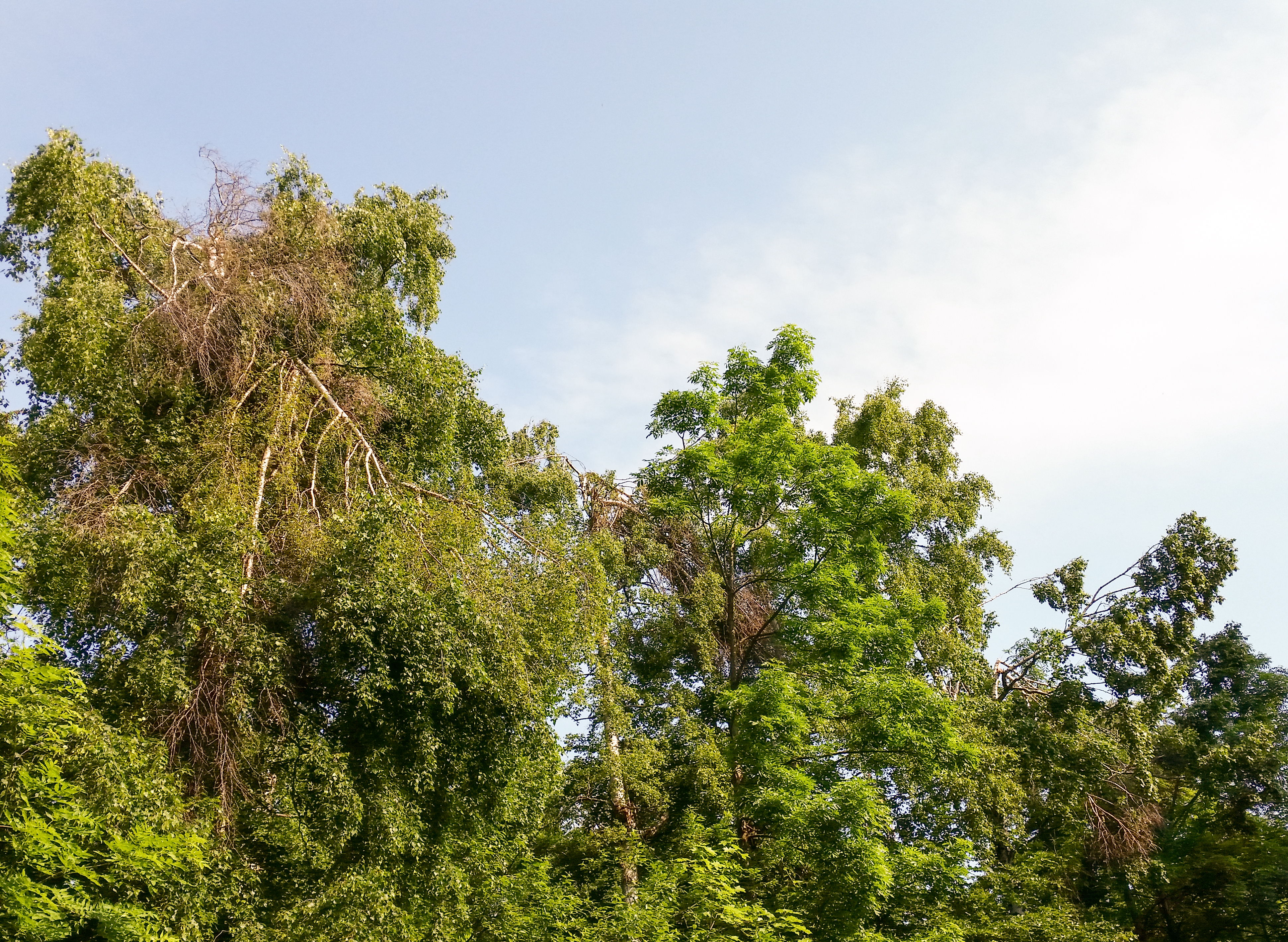
2015 - a jégtörés nyomai a lombokban
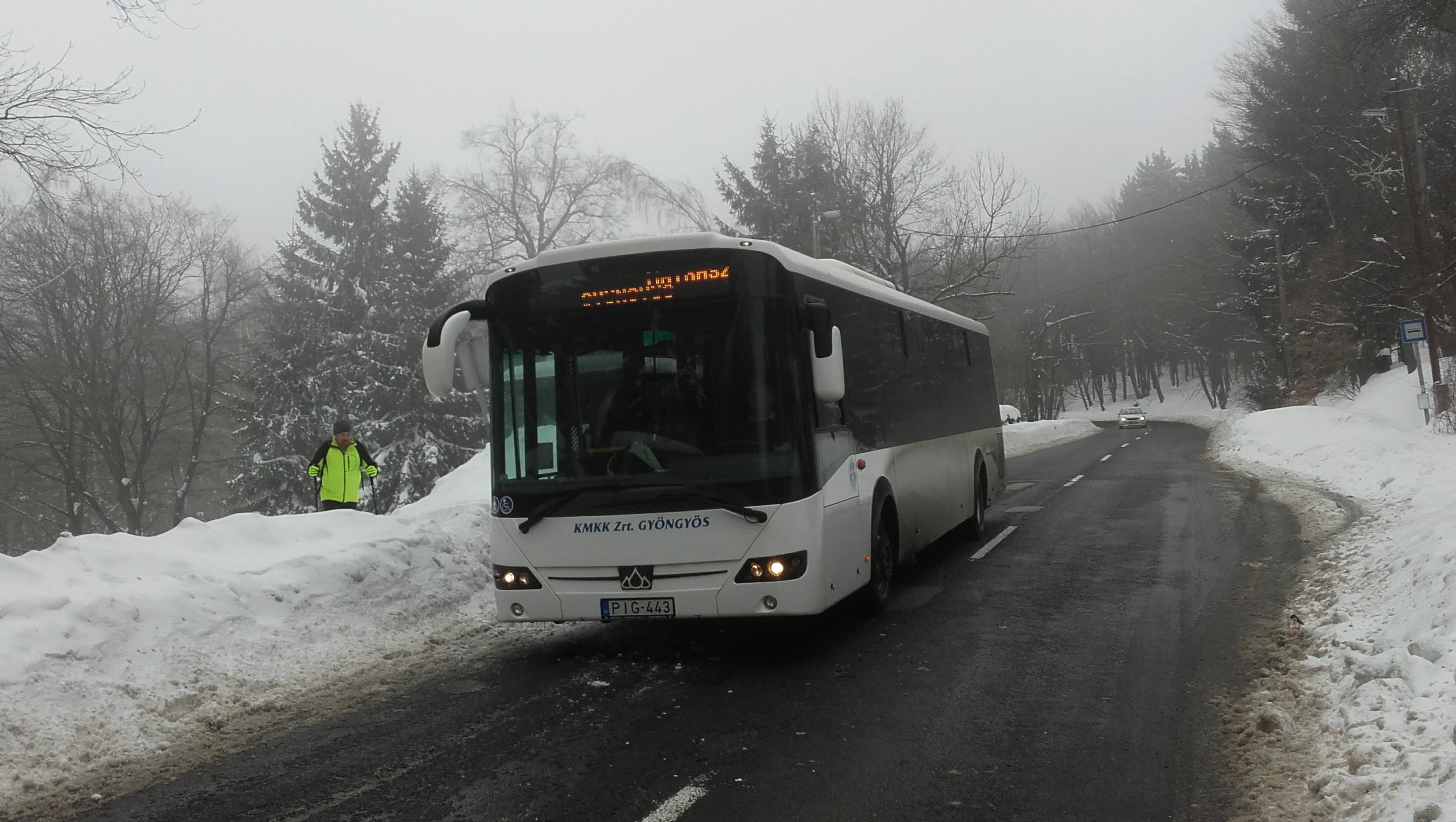
Autóbusz a galyatetői országúton, 2018 márciusában

## Érdekesség
2024 óta nevét viseli a 603021 Galyatető kisbolygó.